# Podniesienie bandery

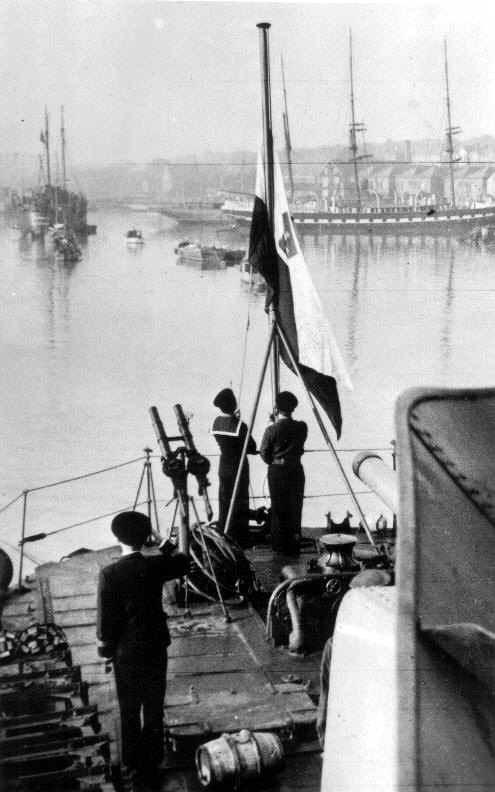
Podniesienie bandery

Podniesienie bandery – ceremonia związana z oficjalnym przejęciem statku lub okrętu przez armatora, włączeniem w skład floty, przekazaniem załodze i oddaniem do eksploatacji.
Ceremonia polega na wręczeniu bandery dowódcy jednostki, który przekazuje ją oficerowi i marynarzowi do zamocowania do flaglinki na flagsztoku. Przy dźwiękach hymnu narodowego bandera jest podnoszona. Uroczystość odbywa się w obecności całej załogi i zaproszonych gości. W przypadku przejmowania jednostki pływającej od właściciela zagranicznego, moment podniesienia bandery poprzedza opuszczenie bandery, którą okręt lub statek poprzednio nosił.
W niektórych marynarkach wojennych pierwsze uroczyste podniesienie bandery może nastąpić już po pewnym czasie od faktycznego objęcia okrętu i wcielenia go do służby.
Poza uroczystym podniesieniem bandery, codziennie odbywa się podniesienie bandery o godz. 8.00 rano oraz opuszczanie o zachodzie słońca.